# Henutmira
Henutmira o más conocida como Henutmire (la señora es como Ra) fue una princesa del antiguo Egipto, hija del Rey Seti I y de su Gran esposa Real Tuya, que vivió durante las primeras décadas de la dinastía XIX que en ese entonces gobernaba Egipto.

## Biografía
Hija del faraón Seti I y de su gran esposa real, Tuya y hermana del faraón Ramsés II. 
Según teorías, la princesa Henutmire  murió alrededor del año 40.º del reinado de Ramsés II. Fue enterrada en la tumba QV75. Su tumba fue saqueada ya en la antigüedad, una parte de su ataúd fue empleada, casi 300 años más tarde para el enterramiento del faraón Horsiese I en Medinet Habu, actualmente se encuentra en el Museo Egipcio de El Cairo.

## Henutmira en la cultura popular
Televisión
- Henutmira es uno de los personajes de la telenovela brasilera Moisés y los diez mandamientos, donde es la madre adoptiva de Moisés. Es interpretada por las actrices brasileñas Mel Lisboa y Vera Zimmerman.[cita requerida]